# Todo queda en casa
Todo queda en casa fue un programa concurso emitido por TVE entre junio de 1986 y febrero de 1987, basado en el célebre concurso norteamericano Family Feud. Fue presentado por Pedro Osinaga y dirigido por Ramón Pradera. Intervino como azafata del programa Cristina Juega.
El programa se emitió en dos nuevas temporadas años después: entre septiembre de 1994 y junio de 1995 presentado por Joaquín Prat y con nuevo título, ¿Cómo lo veis?, y el 5 de junio de 2001, presentado por Carlos Lozano y titulado ¡Vaya peña!. Asimismo, 20 años después, Antena 3 adaptó el programa de la mano de Nuria Roca, esta vez con concursantes famosos, bajo el título de Family Feud: La batalla de los famosos.

## Mecánica
El concurso enfrentaba a dos equipos de cinco componentes cada uno, integrados por miembros de una misma familia.
En la primera de las dos fases, los concursantes debían responder a una pregunta con múltiples contestaciones posibles previamente formulada en una encuesta a cientos de personas por la entidad Eco. Si la respuesta de los concursantes coincidía con alguna contestación mayoritaria de la encuesta, se consideraba una respuesta correcta y su valor era el del porcentaje obtenido en la propia encuesta. Los porcentajes de los encuestados se convertían en dinero, por lo que se premiaba la coincidencia con el sentir mayoritario de la población. El equipo ganador de la primera fase podía volver al siguiente programa tantas veces como quedara por delante de su competidor.
En la segunda fase, el equipo que había ganado la fase anterior trataba de ganar el premio gordo del programa, un coche. Participaban en el desafío dos miembros del equipo ganador y la prueba consistía en dar una sola respuesta a cinco preguntas, tratando de acercarse lo más posible a la respuesta con mayor porcentaje dada por los encuestados. Entre los dos concursantes debían superar los 200 puntos para ganar el coche.

## Emisiones
Entre abril y junio de 1986 se grabaron los 31 programas que se emitirían de Todo queda en casa y su difusión tuvo lugar en dos horarios distintos: lunes noche y miércoles tarde.

### Lunes noche
Del 2 de junio al 22 de septiembre de 1986 el programa se emitió los lunes después de la segunda edición del Telediario, aunque las primeras emisiones tuvieron lugar a las 23 h por los cambios en la parrilla de programación que se derivaron de la emisión de la Copa Mundial de Fútbol 1986.

### Miércoles tarde
Del 1 de octubre de 1986 al 11 de febrero de 1987 el programa se emitió los miércoles antes de la segunda edición del Telediario, alrededor de las 20 h. 

## Anécdotas
Durante los nueve meses que estuvo en antena el programa, se produjeron algunas anécdotas.

### Primer programa
El estreno del programa contó con unos concursantes de excepción, las familias de dos celebridades, Manolo Escobar y Francisco Fernández Ochoa. En el equipo de Escobar estaba la periodista Ana García Lozano, entonces estudiante de 5º curso de Periodismo. En el otro equipo figuraba Blanca Fernández Ochoa, esquiadora conocida por la audiencia.
Los famosos cedieron el dinero ganado a fines benéficos, aunque se llevaron a casa los regalos con los que fueron premiados a lo largo del concurso (una bicicleta, raquetas de tenis, un juego de chocolatera y seis tazas y figuras de cerámica de los Hermanos Marx).

### Demanda civil de unos concursantes
La emisión más polémica del programa se produjo el 18 de agosto de 1986 y en ella, la familia Martínez presentó una demanda civil contra TVE por inducirles a perder en el programa. A la pregunta "¿Algo que moleste entre vecinos?" la concursante Carmen Santos respondió "Que hagan mucho ruido, que pongan el televisor muy alto". Osinaga reformuló la respuesta y señaló en la pantalla la respuesta "Música alta", que tenía un valor de 4 puntos, mientras que "Ruidos" figuraba en primer lugar con un valor de 29 puntos. Ramón Pradera, director del programa, dijo que la actitud de los concursantes no era más que una pataleta porque "da mucha rabia perder".

### Juegos de mesa
La empresa MB juegos (Milton Bradley Company) comercializó el juego de mesa Todo queda en casa, para dos o más jugadores y de 10 años en adelante, cuya mecánica era bastante fiel a la del concurso de TVE. Por otro lado, Falomir Juegos puso a la venta el juego de mesa Todo queda en casa-blanca, en cuya caja reproducía el logo del programa, pero que ofrecía unas reglas distintas a las del juego televisivo. 

## Otros programas de España basados enFamily Feud

### ¿Cómo lo veis?
TVE volvería a retomar el formato de Family Feud en el espacio ¿Cómo lo veis? (1994-95) presentado por Joaquín Prat, en el que sería su último trabajo para televisión. La emisión de este programa fue de lunes a viernes en la programación de tarde, alrededor de las 19h, dando comienzo el 26 de septiembre de 1994. El infarto de miocardio de Prat y su posterior estado de coma y fallecimiento coincidieron en el tiempo con la emisión de programas ya grabados de ¿Cómo lo veis?, que se siguieron emitiendo alrededor de las 2 de la madrugada a petición de la familia Prat, como homenaje al presentador.

### ¡Vaya peña!
En 2001 se estrenó otro concurso basado en Family Feud titulado ¡Vaya peña!, que tenía la peculiaridad de que sus equipos no estaban integrados por familias sino por peñas, hermandades, cofradías o sociedades. Su presentador fue Carlos Lozano, aunque el programa se le ofreció inicialmente a Ana Obregón, quien renunció a presentarlo. El concurso fue eliminado de la parrilla de TVE tras una sola emisión, el 5 de junio de 2001.

### Family Feud: La batalla de los famosos
En 2021, Antena 3 adaptó de nuevo el formato para España, esta vez con el título de Family Feud: La batalla de los famosos, ya que serían personalidades conocidas quienes se enfrentarían divididas en dos equipos con una finalidad benéfica. Esta versión se estrenó el viernes 30 de julio de 2021 en Antena 3 y contó con Nuria Roca como presentadora.